# فرانکو جورجتی
فرانکو جورجتی (ایتالیایی: Franco Giorgetti; ۱۳ اکتبر ۱۹۰۲ – ۱۸ مارس ۱۹۸۳) دوچرخه‌سوار اهل ایتالیا بود.
وی در مسابقات کشوری و بین‌المللی در مجموع برندهٔ ۱ مدال طلا شده‌است.